# Robert Kupiecki

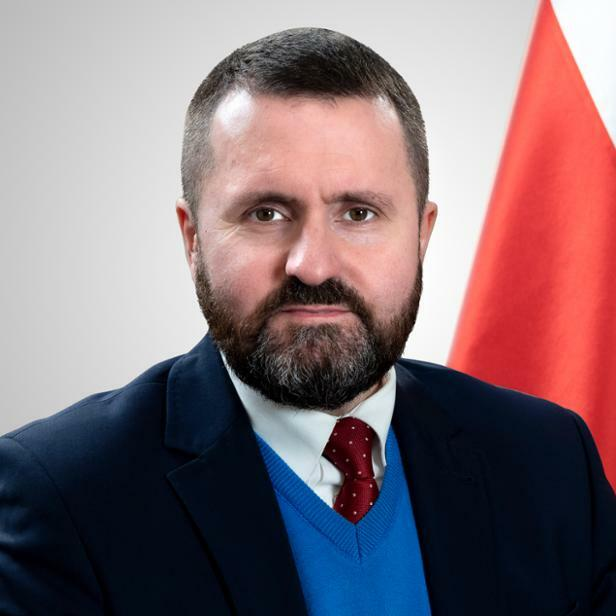
Robert Kupiecki (2024)

Robert Ryszard Kupiecki (* 1967 in Warschau) ist ein polnischer Diplomat und Politiker (parteilos).

## Leben
Kupiecki wurde an der Universität Warschau in politischer Wissenschaft promoviert. 1994 begann er für das polnische Außenministerium zu arbeiten. Von 2008 bis 2012 war er Botschafter in den Vereinigten Staaten. Von 2012 bis 2015 war er als Nachfolger von Zbigniew Włosowicz stellvertretender Verteidigungsminister.
Włosowicz und Kupiecki gehören zu den 89 Personen aus der Europäischen Union, gegen die Moskau 2015 in Zusammenhang mit der Annexion der Krim durch Russland  ein Einreiseverbot verhängt hat.
Robert Kupiecki spricht Polnisch, Englisch und Russisch.